# Sukcinimid
Sukcinimid je organická sloučenina se vzorcem (CH2)2(CO)2NH. Používá se v organické syntéze a v některých technikách postříbřování. Připravuje se tepelným rozkladem jantaranu amonného.

## Deriváty
Jako sukcinimidy se také označují sloučeniny, které mají ve svých molekulách sukcinimidovou skupinu. Příklady jsou například antikonvulziva ethosuximid, fensuximid a methsuximid.
Sukcinimidy se také využívají k tvorbě vazeb mezi bílkovinami či peptidy a plasty.